# Паленичка Владислав Васильович
Владислав Васильович Паленичка (28 серпня 1998, с. Тухля, Львівська область, Україна — 23 серпня 2022, біля с. Білогірка, Херсонська область, Україна) — український військовослужбовець, лейтенант Збройних сил України, учасник російсько-української війни. Лицар ордена Богдана Хмельницького (2022, посмертно).

## Життєпис
Народився 28 серпня 1998 на Львівщині в селі Тузля Сколівського району.
Син учасника ООС.
Будучи ще школярем завжди брав участь у різних патріотичних вишколах. Участь у пошуку і перепохованнях жертв 1 і 2 світової війни. Брав участь у реконструкціях боїв за Маківку, боїв під Бродами та багато інших.
Після закінчення гімназії , вступив до Львівської політехніки. Закінчив Інститут права та психології Національного університету «Львівська політехніка».
Також навчався в Академії сухопутних військ ім. Сагайдачного. В грудні 2021 року Владислав завершив навчання і вже в січні 2022-го влаштовувався на роботу в СБУ.
20 березня 2022 потрапив в Одесу на курси підвищення кваліфікації для офіцерів. Після закінчення курсів, Влад ввійшов в 10 ку найкращих офіцерів ( з 300 людей ) які можуть взяти командування на себе. Зразу отримав звання лейтенант .
Потім його призначили інстуктором в навчальному центрі в Житомирі, де він готував новобранців.
Командир 11-ї аеромобільної роти 4-го аеромобільного батальйону 46 ОАеМБр. Загинув 23 серпня 2022 року під час танкового та артилерійського обстрілу біля с. Білогірка на Херсонщині.
3 листопада 2022 року на вебсайті Офіційного інтернет представництва президента України створена електронна петиція про присвоєння Владиславові Паленичці звання Героя України (посмертно).

## Нагороди
- орден Богдана Хмельницького III ступеня (25 жовтня 2022, посмертно) — за особисту мужність і самовіддані дії, виявлені у захисті державного суверенітету та територіальної цілісності України, вірність військовій присязі[4].